# Everard Feith
Everard Feith, nommé Everhardi Feithii en latin et Everhardus Feithius en néerlandais, (c. 1597 à Elbourg, province de Gueldre, Pays-Bas - disparu en 1625 à La Rochelle, France) est un écrivain néerlandais. Il a publié des ouvrages sur la Grèce antique, tous manuscrits et la grande majorité perdus.

## Biographie
Everard Feith naît en 1597 à Elbourg aux Pays-Bas, une bourgade de la province de Gueldre. Il appartient à une famille notable de la région. Il complète une formation en humanités, puis étudie l'histoire de la Grèce antique, qu'il ne complète pas. Il étudie le grec ancien et l'hébreu, langues qu'il maîtrise.
À cause de troubles civils aux Pays-Bas, il s'installe en France, où il donne des leçons de grec ancien. Il devient l'ami d'Isaac Casaubon, de Pierre Dupuy et du président de Thou. En visite à La Rochelle en 1625, il entre dans une maison, d'où il ne ressort jamais et son corps ne sera jamais découvert.

## Œuvres
- Antiquitates Athenienses, 8 volumes
- Antiquitates Homericoe, 4 livres[note 1]
- Antiquitates Atticoe (ouvrage manuscrit disparu[1])
- Paralipomena Attica (ouvrage manuscrit disparu[1])
- Respublica Atheniensum (ouvrage manuscrit disparu[1])